# Інгрід Добеші
Баронеса Інґрід Добеші (17 серпня 1954 , Houthalen-Helchterend, Лімбург ) — бельгійська науковиця з фізики та математики. Протягом 2004 та 2011 років вона була професором математики та факультету прикладної математики в Принстонському університеті. Викладала в Принстоні протягом 16 років. У січні 2011 року викладала в Дюкському університеті, будучи на посаді професора математики. Вона була першою жінкою, яка стала президентом Міжнародного математичного союзу. Також відома завдяки своїм дослідженням використання вейвлетів у стисненні зображень.

## Біографія
Добеші народилася в Хоутхален, Бельгія, дочка Марселя Добеші (цивільний гірничий інженер) та Сімонни Дюран (тоді домогосподарка, пізніше кримінолог). Інгрід пам'ятає, що коли вони була маленькою і не могла заснути, вона не рахувала числа, як і слід було очікувати від дитини, а множила числа на два з пам'яті. Таким чином, як дитина, вона вже ознайомилась з властивостями експоненціального зростання. Її батьки дізнались, що математичні поняття, такі як конус і тетраедр, були знайомі їй, перш ніж їй виповнилося шість років. Вона перевершувала всіх в початковій школі, тому її переводили до наступного класу, вже після трьох місяців.
В 17 років, після закінчення ліцею в Тюрнхауті, вона вступила до Брюссельського вільного університету. 1975 року Добеші закінчила свої студентські дослідження в галузі фізики в Брюссельському університеті. Протягом наступних декількох років, вона кілька разів відвідувала CNRS центр теоретичної фізики в Марселі, де вона співпрацювала з Алексом Гроссманном; ця робота стала основою для її докторської дисертації в квантовій механіці.
Вона здобула ступінь доктора філософії в теоретичній фізиці в 1980 році і продовжила свою дослідницьку кар'єру в Брюссельському вільному університеті до 1987 року, піднімаючись по кар'єрних сходах до посади приблизно еквівалентної асистенту-професору з досліджень у 1981 році, і доценту досліджень у 1985, які фінансувались за рахунок співучасті з NFWO (Nationaal Fonds voor Wetenschappelijk Onderzoek).
У 1985 році Добеші зустріла математика Роберта Калдербенка, на 3-місячному візиті по обміну з AT&T Bell Laboratories, Нью-Джерсі в основане Philips дослідження Брюссельське математичне відділення; вони одружилися в 1987 році, після того, як Добеші провела більшу частину 1986 року як гість-дослідник у Курантовському Інституті математичних наук.
В Курантові вона зробила її саме відоме відкриття: на основі технології квадратурних дзеркальних фільтрів, вона побудувала безперервні вейвлети з компактною підтримкою, які потребують лише кінцеву кількість обробки, таким чином, дозволяє теорії вейвлетів увійти в область цифрової обробки сигналів.
У липні 1987 року Добеші вступила в Мюррей Хілл AT&T Bell Laboratories, Нью-Джерсі. 1988 року вона опублікувала результат в журнал Communications on Pure and Applied Mathematics.
З 1994 по 2010 рік, Добеші була професором в Принстонському університеті, де вона була особливо активна, в рамках програми в галузі прикладної і обчислювальної математики. Вона була першою жінкою-професором математики в Принстоні. У січні 2011 року вона перейшла до Дюкського університету, щоб викладати як професор математики. Нині вона професор факультету математики і електротехніки та обчислювальної техніки в Дюкському університеті. Влітку 2016 року вона і Хікуюнг Хан заснували Дюкський літній математичний гурток для жінок. У 2012 році король Бельгії Альберт II надав їй титул баронеси. Добеші і Калдербенк мають двоє дітей, Майкл і Каролін Калдербенк.
Ім'я Добеші широко асоціюється з
- ортогональні вейвлети Добеші
- біортогональні CDF вейвлети. Вейвлет, з цього сімейства вейвлетів, зараз використовується в стандарті JPEG 2000.

## Нагороди
Її нагородили премією Луї Емпеніан з фізики в 1984 році, яку присуджують один раз в п'ять років бельгійському вченому на основі роботи, виконаної у віці до 29 років. В період з 1992 по 1997 рік вона була членом Фонду Макартурів і в 1993 році була прийнята до Американської академія мистецтв і наук.
У 1994 році вона здобула премію від Американського математичного товариства для презентації її книжки «Десять лекцій з вейвлетів» і запросили виступити з пленарною доповіддю на Міжнародному конгресі математиків в Цюріху.
У 1997 році вона була удостоєна премії AMS Рут Літл Саттер. Інгрід Добеші була обрана членом Національної академії наук США в 1998 році. Вона стала іноземним членом Королівської Нідерландської академії мистецтв і наук в 1999 році. У 2000 році Добеші стала першою жінкою, що здобула премію Національної академії наук в області математики, яка вручається кожні 4 роки за видатні досягнення в публікації математичних досліджень. Нагорода була призначена їй «за фундаментальні відкриття вейвлетів і розширення вейвлетів, так і за її роль в створенні вейвлетових методів, основний практичний інструмент прикладної математики».
У січні 2005 року Добеші стала тільки третьою жінкою з 1924 року, яка провела Гиббсовську лекцію, яка була спонсорована Американським математичним товариством. Її тема була «Взаємодія між аналізом і алгоритмом».
Інгрід Добеші була лекторкою Нетерівської лекції 2006 року в Сан Антоніо на Спільних Математичних Зустрічах.
В вересні 2006 року, the Pioneer Prize, від Міжнародного Консільума індустріальної та прикладної математики, спільно присуджена Інгрід Добеші і Хеінс Енгл.
У 2012 році отримала премію Неммерса з математики, Північно-Західний університет. У 2015 році Гаусс Лекція в Німецькому математичному товаристві. Вона виграла у 2012 році BBVA Foundation Frontiers of Knowledge Awards у категорії фундаментальних наук (спільно з Девідом Мамфордом).

## Публікації
- Ten Lectures on Wavelets. Philadelphia: SIAM. 1992. ISBN 0-89871-274-2.[21]